# Psychotria strictistipula
Psychotria strictistipula är en måreväxtart som beskrevs av Raymond Albert Alfred Schnell. Psychotria strictistipula ingår i släktet Psychotria och familjen måreväxter. Inga underarter finns listade i Catalogue of Life.